# جورج دي مور
جورج دي مور هو طبيب بلجيكي، ولد في 25 أغسطس 1953 في أوستند في بلجيكا.